# Пижмарское сельское поселение
Пижмарское се́льское поселе́ние — муниципальное образование в Балтасинском районе Татарстана Российской Федерации.
Административный центр — село Пижмар.

## История
Статус и границы сельского поселения установлены Законом Республики Татарстан от 31 января 2005 года № 49-ЗРТ «Об установлении границ территорий и статусе муниципального образования "Балтасинский муниципальный район" и муниципальных образований в его составе».

## Население
| 2010 | 2011 | 2012 | 2013 | 2014 | 2015 | 2016 |
| ---- | ---- | ---- | ---- | ---- | ---- | ---- |
| 942  | ↘941 | ↘940 | ↘924 | ↘905 | ↘903 | ↘892 |
| 2017 | 2018 |      |      |      |      |      |
| ↘864 | ↘837 |      |      |      |      |      |

## Состав сельского поселения
| № | Населённый пункт | Тип населённого пункта       | Население |
| - | ---------------- | ---------------------------- | --------- |
| 1 | Атня             | село                         |           |
| 2 | Верхний Сардек   | деревня                      |           |
| 3 | Пижмар           | село, административный центр |           |
| 4 | Сардек           | село                         |           |
| 5 | Старый Пукшинер  | деревня                      |           |